# اکس‌چت
اکس‌چت (به انگلیسی: XChat) یک کلاینت محبوب آی‌آرسی است که برای سیستم‌های شبه یونیکس، مایکروسافت ویندوز (با ویژگی‌های اضافی)، اواس ده (X-Chat Aqua) و برای بقیه سیستم‌های برپایهٔ سیستم پنجره ایکس در دسترس است (پروژهٔ فینک). ایکس‌چت هم دارای ظاهر زبانه‌ای و هم ظاهر درختی‌است، از چند کارخواه پشتیبانی می‌کند، و بسیار قابل تنظیم است. کد اصلی این نرم‌افزار تحت مجوز پروانه عمومی همگانی گنو منتشر می‌شود، اما نسخهٔ رسمی ویندوز Shareware است، و از تولکیت جی‌تی‌کی+ برای ظاهر آن استفاده می‌کند. ایکس‌چت هم‌چنین به عنوان یک app برای جولی اواس موجود است.
پروژهٔ اکس‌چت از سال ۲۰۱۲ بدون پیشرفت بوده و در حال حاضر بسیاری از کاربران آن به انشعاب‌های این نرم‌افزار، همچون هگزچت (به انگلیسی: HexChat) روی آورده‌اند.

## ویژگی‌ها
اکس‌چت یک رابط IRC با امکانات کامل است و تمام امکانات اساسی‌ای که در اکثر رابط‌های دیگر IRC یافت می‌شود را دارد. به عنوان مثال پروتکل کارخواه به کارخواه (CTCP)، گفتگو و ارسال فایل کارخواه-به-کارخواه مستقیم (DCC)، و یک سیستم نگارش افزونه توسط زبان‌هایی متعدد (حداقل شامل زبان‌های سی یا سی++، پرل، پایتون، تی‌سی‌ال، لوا، روبی، CLISP، دی، و DMDScript.) با نگارش افزونه، هر فرد می‌تواند قابلیت‌های بیشتری را به اکس‌چت بیفزاید و کاربری اکس‌چت را شخصی‌سازی نماید.
اکس چت بر روی این سیستم‌عامل‌ها قابل اجراست: گنو/لینوکس، فری‌بی‌اس‌دی، نت‌بی‌اس‌دی، اپن‌بی‌اس‌دی، سولاریس، AIX، IRIX، اواس ده، مایکروسافت ویندوز 98/ME/NT/200/XP و سایر. پشتیبانی برای 98/ME در انتشار رسمی ویندوز لغو شده است.

## مجادلهٔ Shareware

### تغییر مجوز
از تاریخ ۲۳ آگوست ۲۰۰۴، نسخهٔ رسمی تحت ویندوز اکس‌چت به عنوان Shareware منتشر می‌شود، و باید پس از یک دورهٔ آزمایشی ۳۰ روزه خریداری گردد. نسخه‌های (آزاد) قبلی برای ویندوز از سایت رسمی برداشته شده‌اند.
با این حال اکس‌چت همچنان بازمتن بوده و تحت مجوز جی‌پی‌ال منتشر می‌شود. بنابراین تعدادی نسخهٔ غیر رسمی موجود است.

### ارزیابی
بحث‌های بسیاری در مورد قانونی بودن این عمل صورت گرفته است. با توجه به اینکه پروژهٔ اکس‌چت کپی‌رایت را ضروری نمی‌داند، مدیر پروژه (Peter Železný یا zed) در واقع کپی‌رایت کلیت کد برنامه رو در دست ندارد. او ابراز کرده است که هرگونه وصله‌ای را در صورتی که نویسندهٔ وصله درخواست کند، حذف و بازنویسی خواهد کرد.

### عقیدهٔ نویسنده
نویسندهٔ برنامه اظهار کرده است که پرداخت هزینهٔ Shareware به دلیل زمان زیادی که طول می‌کشد تا اکس‌چت بر روی ویندوز کامپایل شود ضروری است.

### نسخه‌های غیر رسمی
نسخه‌های غیر رسمی اکس‌چت برای ویندوز، توسط مشارکت‌کننده‌ها در دسترس قرار گرفته‌اند.

## بازخورد
یک بررسی در Softonic.com برای نسخهٔ رسمی شیرویر ۲.۸.۹، اکس‌چت را «کلایت IRC زیبا و راحت» خواند، و نسبت به طرح‌بندی ظاهر کاربری آن، که نام‌های مستعار را رنگی نشان می‌دهد و نوشته‌ها را چپ‌چین می‌کند، ابراز خوشحالی کرد، اما به آن از ۱۰ امتیاز ۶ داد.
آلن پرستون (به انگلیسی: Allan Preston) در یک بررسی از IRCReviews.org برای نسخهٔ مشارکتی ویندوز «سیلورکس (به انگلیسی: Silverex)» نوشت، «در کل اکس‌چت یک کلایت با قابلیت، استوار و قدرتمند است، ولی یک کپی از mIRC نیست. شما می‌توانید تقریباً تمام قسمت‌های آن را تغییر دهید، یا با دستکاری فایل‌های تنظیمات، یا با نوشتن اسکریپت. من اکس‌چت را به هر کاربر ویندوزی که به دنبال یک جایگزین آزاد برای mIRC است، یا از محدودیت‌های mIRC خسته‌شده است، پیشنهاد می‌کنم.»

### نرم‌افزارهای مشتق‌شده
- نسخهٔ ویندوز سیلورکس بر مبنای نسخهٔ ۲.۸.۶.
- اکس‌چت آکوا یا اکس‌چت آژر برای مک‌اواس ده.
- اکس‌چت گنوم.
- lurc, یک کلایت آی‌آرسی بر اساس اکس‌چت ۱.۰.
- PChat-IRC، یک کلاینت آی‌آرسی بر مبنای اکس‌چت ۲.۸.۶، به زودی با ظاهری تازه.
- XChat-WDK، یک کلاینت آی‌آرسی بر مبنای اکس‌چت ۲.۸.۸ برای ویندوز.
- XChat-SE، یک کلاینت آی‌آرسی بر مبنای اکس‌چت ۲.۸.۸ برای ویندوز، با امکانات پیشرفته (احتمالاً ناقض جی‌پی‌ال به دلیل عدم وجود کد منبع).
- HexChat، یک کلاینت آی‌آرسی با امکاناتی بسیار متنوع.